# Ian O'Brien
Ian Lovett O'Brien (Wellington, 3 de março de 1947) é um nadador australiano, campeão olímpico em 1964.
Foi recordista mundial dos 200 metros peito entre 1964 e 1968.